# Müllverwiegung
Die Müllverwiegung ist eine Methode, die Kosten der Müllentsorgung gerechter zu ermitteln. Dazu sind mit einem Chip markierte Müllgefäße sowie eine Wiegeeinrichtung am Müllwagen notwendig. Seit den frühen 1990er Jahren wurden dazu bereits Versuche in der Steiermark durchgeführt. Einige Gemeinden des Saarlands wie in Saarbrücken und St. Ingbert wenden die Technik seit 2011 praktisch an, nachdem die Umstellung in Lebach bereits zehn Jahre früher durchgeführt worden war. Der Grund für die Umstellung waren die zu hohen Kosten des damals landesweiten Entsorgers Entsorgungsverband Saar (EVS), dessen Vertrag zum Ende 1999 gekündigt worden war. Für die neu zu organisierende Entsorgung wurde damals der Lebacher Abfallzweckverband (LAZ) gegründet.
Die Müllmengen konnten in allen drei Kommunen reduziert werden. Dies liegt nach Angaben der jeweiligen Verwaltungsmitarbeiter zum einen an einer gewissen Müllvermeidung, vor allem aber an einer besseren Mülltrennung.
Auch andere Kommunen wie beispielsweise Landeck, Heiligenhaus und Monheim am Rhein sowie im Landkreis Schweinfurt und drei anderen Landkreisen in Bayern haben inzwischen die Müllverwiegung eingeführt.